# Allophorocera ruficornis
Allophorocera ruficornis är en tvåvingeart som först beskrevs av Smith 1917.  Allophorocera ruficornis ingår i släktet Allophorocera och familjen parasitflugor.
Artens utbredningsområde är New Hampshire. Inga underarter finns listade i Catalogue of Life.